# Komise Šesti
Komise Šesti (oficiálně Commission des six près le tribunal criminel extraordinaire, tj. Komise šesti při mimořádném trestním tribunálu) byl dočasný orgán Národního konventu v době Velké francouzské revoluce. Komise existovala 11. března do 2. dubna 1793 s cílem kontrolovat revoluční tribunál.

## Kompetence
Národní konvent vytvářel během svého působení mnoho tzv. komisí po šesti, jakési průřezové pracovní skupiny, které tvořily několik stálých výborů, aby se dohodly na stanoviscích nebo spravovaly určité záležitosti. Stejná velikost těchto komisí přispěla k tomu, že žádný úhel pohledu nebyl přímo ve většině. Daná komise Šesti, ve které zasedali Garat, La Révellière-Lépeaux, Rabaut-Saint-Étienne, Delaunay, Gomaire a Bréard, měla pravomoc předběžně prozkoumat veřejnou obžalobu.

## Průběh
Ve dnech následujících po hlasování o zákonu o vytvoření revolučního tribunálu girondisté, zejména jejich příznivci na venkově, protestovali a požadovali zrušení tohoto soudu. Poslanci girondy, kteří se nemohli postavit přímo proti zřízení tohoto tribunálu, odhlasovali alespoň zřízení komise o šesti členech, která je jediným orgánem oprávněným dohlížet na nový tribunál.
Všichni její členové byli sympatizanti girondy, s výjimkou Prieura, který po pár dnech nahradil Brearda, který stejně jako on patřil k Hoře.
Dne 2. dubna 1793 členové soudu kritizovali komisi, když skládali přísahu Konventu, čímž ji učinili neaktivní. Marat využil tohoto zásahu k návrhu definitivního zrušení této komise, nad čímž Hora neměla kontrolu, a návrhu bylo okamžitě vyhověno.
Veškeré pravomoci komise poté převzal státní zástupce Fouquier-Tinville.